# 이퍼르

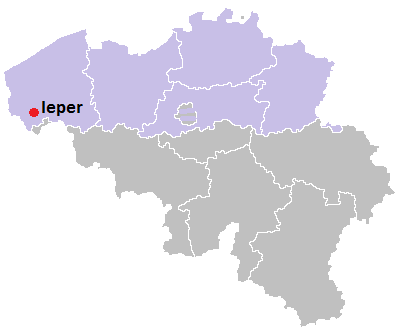
이퍼르의 위치

이퍼르(네덜란드어: Ieper), 또는 이프르(프랑스어: Ypres)는 벨기에 서부 베스트플란데런주의 도시이다. 제1차 세계 대전에서 독일 제국과 연합국 간의 격전지였던 곳이다. 면적은 130.61km2, 인구는 2017년 1월 1일 현재 35,014명으로 인구밀도는 270명이다.

## 같이 보기
- 플라메르팅어